# Elephant Reef
Das Elephant Reef ist ein etwa 4,5 km langes Riff im Archipel der Heard und McDonaldinseln im südlichen Indischen Ozean. Es liegt innerhalb des östlichen Ausläufers der Insel Heard und entstand infolge der Erosion des Elephant Spit.
Benannt ist es in Anlehnung an die Benennung des Elephant Spit. Dieser wiederum ist benannt nach den See-Elefanten, welche diese Nehrung in großer Zahl als Rastplatz aufsuchen.